# Heinrich Podewils

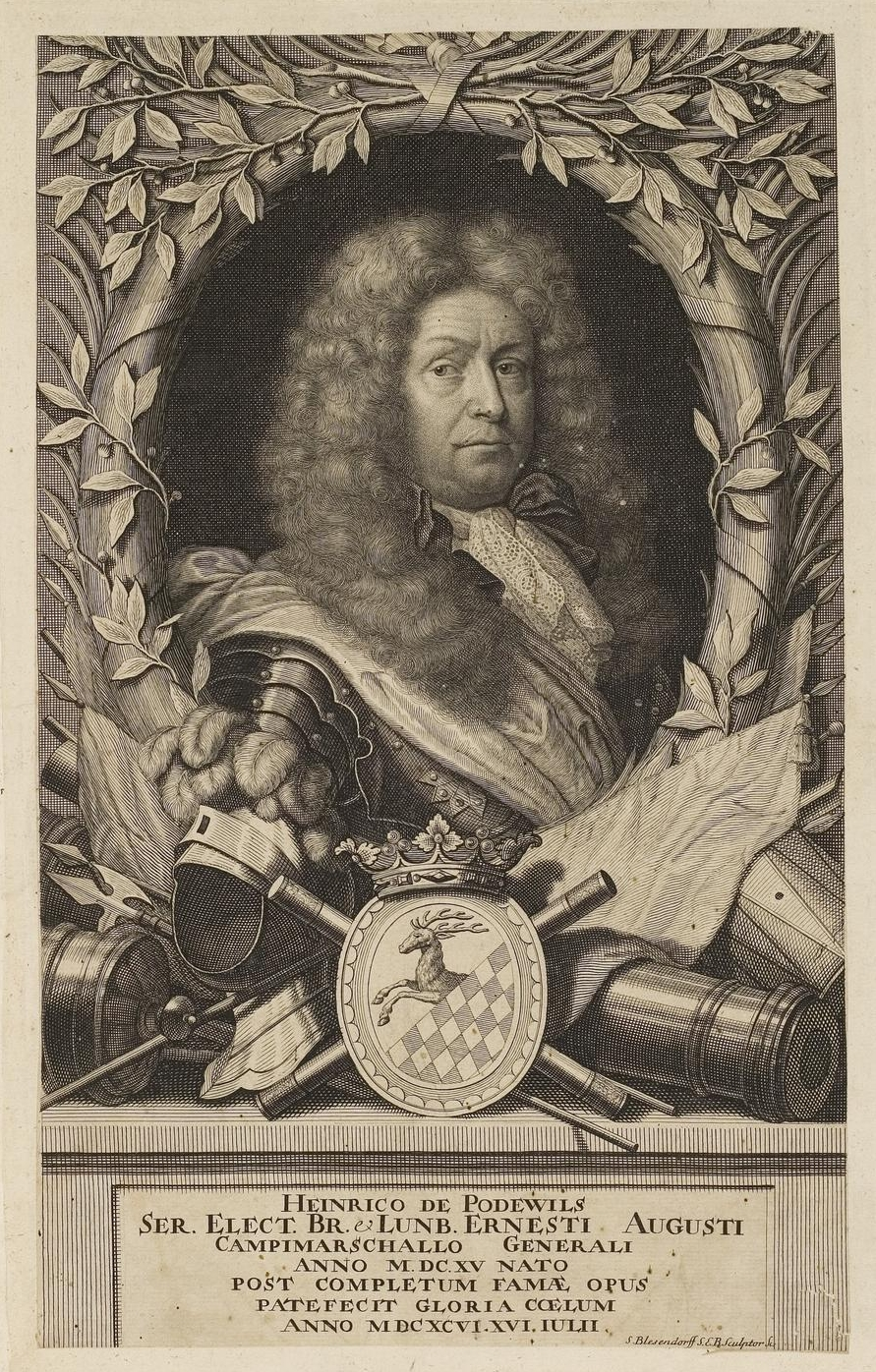
Miedzioryt portretujący Heinricha von Podewilsa, autorstwa Arolsena Klebebanda

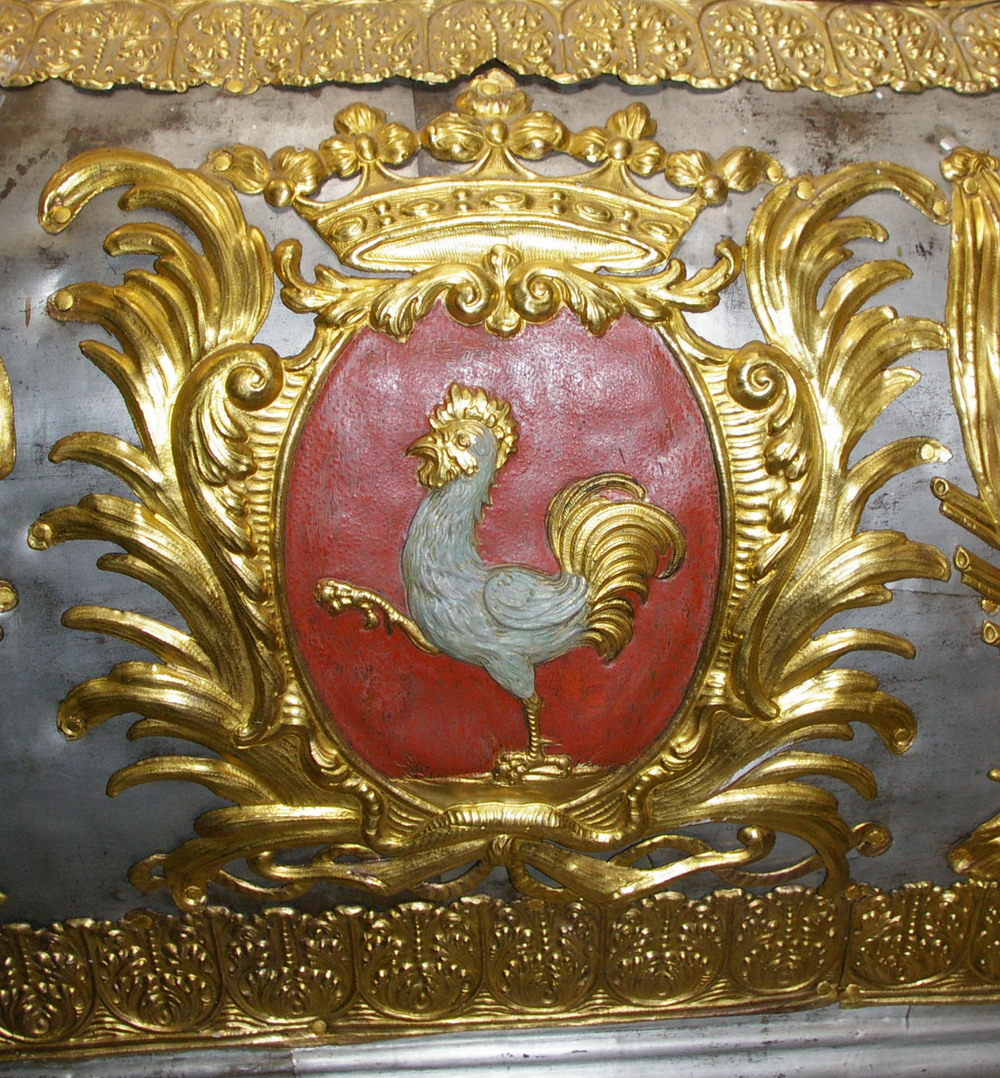
Herb z galerii genealogicznej z sarkofagu Heinricha Podewilsa z kaplicy zamkowej w Krągu - Pomorze Zachodnie.

Heinrich von Podewils (ur. 5 maja 1615 w Demmin, zm. 16 lipca 1696 w Hamburgu) – pruski polityk, strateg wojskowy, generał artylerii (niem. Feldzeugmeister). 
Pochowany w miejscowości Krąg (województwo zachodniopomorskie) - niem. Krangen. Był elektorem Braunschweig-Lüneburg. Jego wnukiem stryjecznym - noszącym to samo imię, był Heinrich Graf von Podewils - Premier Prus. Ród Podewilsów należał do najzamożniejszej szlachty pomorskiej, powiązanej genealogicznie z książętami Pomorza Zachodniego. W wielu publikacjach historycznych jest zwracana uwaga na słowiańskie korzenie tej rodziny.

## Życiorys
Heinrich Podewils, był synem Joachima von Podewilsa. Od młodości był przygotowywany do kariery wojskowej. Kształcił się w Wojskowej Akademii w Sorø, którą kierował w tamtym czasie Henry Ramel - stryj jego matki. Następnie kontynuował studia na Uniwersytecie Leiden w Paryżu. Tam jego kierunkiem nauki, była: matematyka oraz sztuka budowy fortyfikacji. Spotkał tam jako wykładowcę, księcia Bernharda von Sachsen-Weimar, w którego wojsku służył następnie podczas wojny trzydziestoletniej. Po śmierci księcia, z inicjatywy kardynała Richelieu, wraz ze swoim oddziałem, przystąpił do służby wojskowej we Francji. Przyjął również tę ofertę (jak większość oficerów armii) i został najemnikiem w armii francuskiej. Po wojnie trzydziestoletniej, Podewils jako pierwszy wraca do swojej ojczyzny na Pomorze.
Na prośbę francuskiego generała Turenne, zaoferowano aby Podewils wziął udział w 1652 roku, udział w wojnie w: północnej Francji i Niderlandach Hiszpańskich. W 1657. Tę propozycję przyjął, obejmując dowodzenie kawalerią. Został awansowany na generała brygady kawalerii. Jego pułk istniał do 1661 roku.
Podewils, uczestniczył jako generał-major od stycznia 1664 roku, w wojnie z Turcją, prowadzonej przez cesarza Leopolda. Uczestniczył w tej wojnie, we francuskim korpusie pomocniczym, który na prośbę cesarza wysłał król Francji Ludwik XIV. W tym też roku, odniósł Podewils zwycięstwo nad Turkami, w bitwie pod Szentgotthárd.
Podewilsowi zostało zaproponowane przyjęcie stanowiska marszałka Francji wraz z rozszerzeniem uprawnień i apanaży. Warunkiem tej nominacji było jednak przejście na katolicyzm. Z tego też względu, propozycji tej nie przyjął.
W roku 1672, na prośbę księcia Brunszwiku-Lüneburga - Jana Fryderyka objął stanowisko generała-pułkownika w hanowerskim Czerwonym Pułku Piechoty.
Głównym zadaniem Podewilsa w Hanowerze była organizacja armii hanowerskiej i szkolenie wojska na wzór francuski.
Po śmierci księcia Jana Fryderyka, w końcu roku 1679, rządy w Brunszwiku objął jego brat, przyszły pierwszy elektor Ernst August von Braunschweig-Lüneburgsche. Podewilsa postawił on na czele całej armii. Podewils był również aktywnym dyplomatą. Uczestniczył podczas zawierania w październiku 1681 w Bad Langensalza, nowej umowy z Saksonią. W 1688 roku był wysłany wraz z hanowerskimi pułkami naprzeciw wojsk duńskich, które groziły Hamburgowi. Został wysłany w kierunku Łaby, pod dowództwem Ernsta Augusta. Przeniósł się stamtąd w czasie wojny dziewięcioletniej w okolice Renu i Menu. Będąc feldmarszałkiem, był obecny podczas oblężenia Moguncji i Bonn. 
Podewils nigdy nie był żonaty i zmarł w wieku 81 lat w Hamburgu. Został pochowany w krypcie kaplicy przy rodowym zamku w Krągu.

### Link do artykułu
Sarkofag Heinricha von Podewilsa w kaplicy przyzamkowej w miejscowości Krąg na Pomorzu 